# Inés de Babenberg

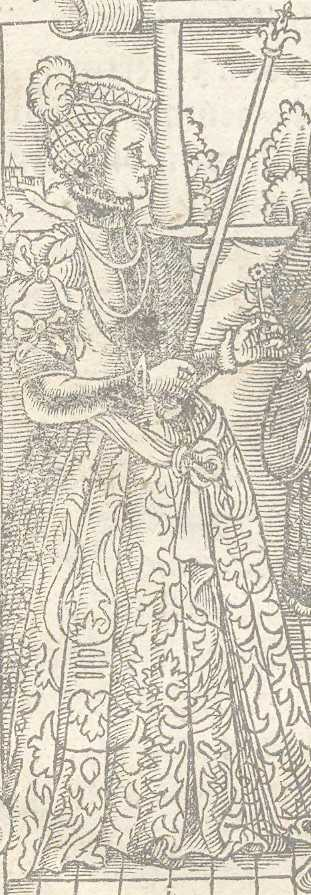
Inés de Babenberg.

Inés de Babenberg (1111-25 de enero de 1157) era hija de Leopoldo III de Austria, margrave de Austria, y de su esposa, Inés de Alemania, hija del emperador Enrique IV.
Inés de Babenberg se casó en 1125 con Vladislao II el Desterrado, Gran Duque de Polonia. Su hija, Riquilda de Polonia, se casó con Alfonso VII, rey de Castilla y León.